# Lasse Norman Leth
Lasse Norman Leth, född Hansen 11 februari 1992 i Årslev, Danmark, är en dansk cyklist som tävlar för Uno-X Pro Cycling Team.
Han tog OS-guld i omnium vid de olympiska cyklingstävlingarna 2012 i London. Vid de olympiska cyklingstävlingarna 2016 tog han brons i omnium och i lagförföljelse. Under olympiska sommarspelen 2021 i Tokyo tog han guld i madison tillsammans med Michael Mørkøv och silver i lagförföljelse.
Han gifte sig 2022 med Julie Leth.